# Marjal de Peníscola
La Marjal de Peníscola és un paratge que ha estat considerat Lloc d'Interès Comunitari (LIC) i Microrreserva de flora del municipi de Peníscola (Baix Maestrat), declarat per Acord de la Generalitat Valenciana el 10 de juliol de 2001.

## Característiques físiques
La marjal de Peníscola es troba al Prat de Peníscola, situat al sud-est de la Plana de Vinaròs. El Prat té una extensió d'unes 300 ha, i delimita, al nord, pel ventall al·luvial de la rambla d'Alcalà, a l'est i al sud, pels cons que arrenquen del Tossal del Pi i els Pitxells, contraforts de la serra d'Irta que formen el piemont, i a l'oest, pel mar. La formació d'aquest conjunt, tot sembla apuntar que es remunta al període postflandrià de l'Holocè, i està subdividit en tres subunitats:
- La “marjal”, al centre del conjunt, espai pantanós format amb sediments fins rics en matèria orgànica, amb abundants ullals que donen lloc a tolls permanents de diversa grandària.
- Els “glacis i piemonts plistocens”, espai que s'estén entre la serra i la marjal, compost per un piemont format per la coalescència de diversos paleocons de dejecció, en el qual es poden apreciar dos nivells morfogenètics encavalcats d'edat plistocena.
- El “cordó litoral”, franja de graves i arenes que s'estén des de la desembocadura de la rambla d'Alcalà al tòmbol de Peníscola, i ha estat format per les graves aportades per la rambla, a la part nord, i les arenes, per l'emersió d'una barra submarina, al sud.

La marjal de Peníscola està emplaçada en el sistema hidrogeològic de la Plana de Vinaròs, el qual està associat a l'aqüífer del Maestrat, i de tots dos rep recursos hídrics en forma subterrània.

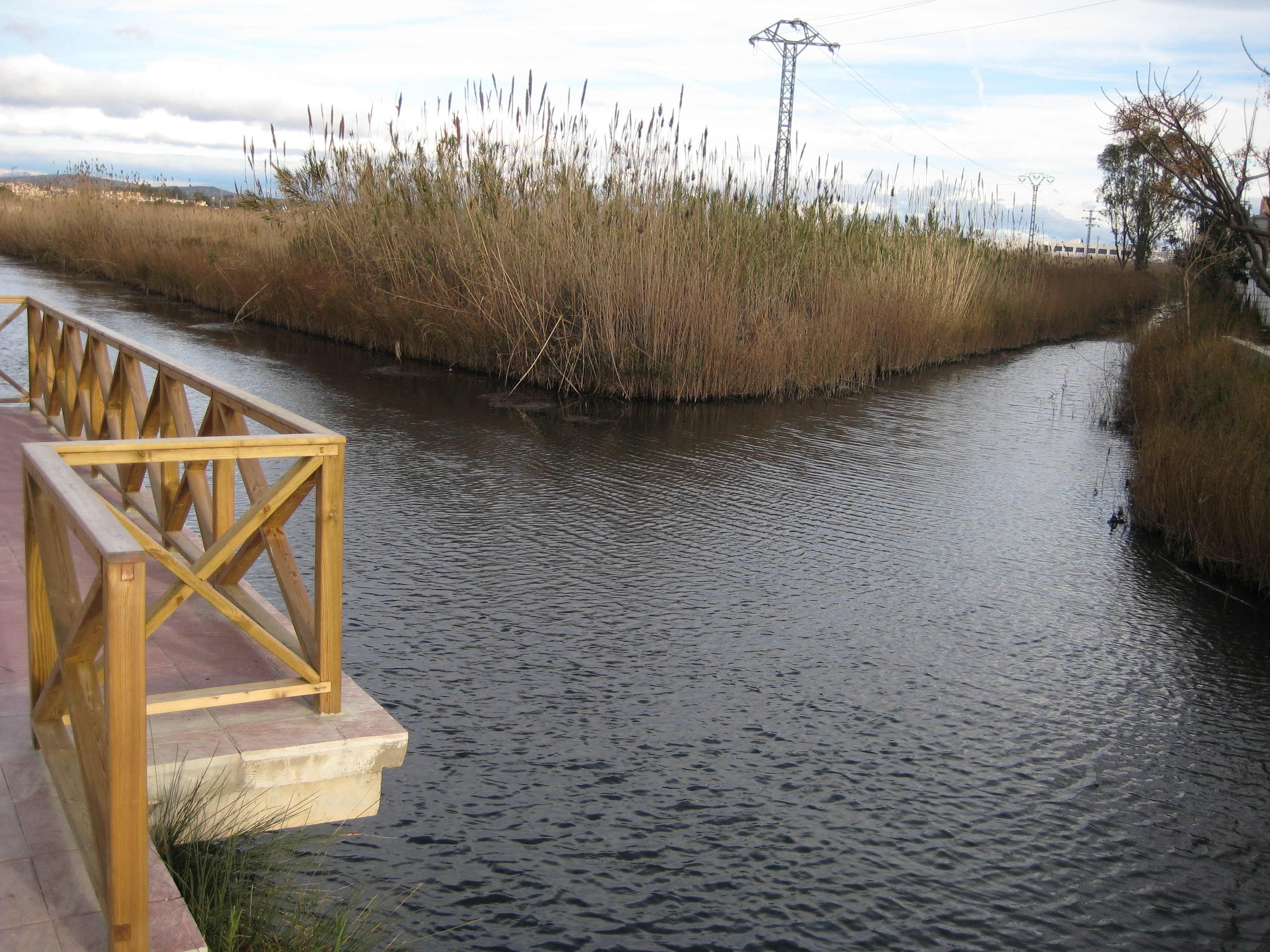
Final de la séquia Sangonera

El camí vell de Benicarló estableix l'extensió màxima assolida per la marjal en temps històrics, i tradicionalment ha dividit el secà del regadiu amb sénies. De nord a sud, l'espai aquest es coneix com la Marjal, les Marjaletes, Llandells, el Prat i l'Estany. La restinga que tanca la maresma és en recessió, almenys, des de 1935, a conseqüència de l'erosió lligada a la construcció del port de Benicarló.
Es tracta d'una zona humida litoral que encara conserva en gran part les seves característiques naturals, però els nombrosos projectes urbanístics, turístics, infraestructures i la pressió dels cultius hortofrutícoles, han situat el conjunt en una situació crítica. La captació d'aigua en la zona d'influència de la marjal ha provocat la salinització dels aqüífers i de la mateixa marjal, i l'aparició de nivells elevats de gas radó. Com a conseqüència de la gran quantitat de canyís, periòdicament es bota foc a la zona, amb resultats desastrosos per a la fauna i la flora. I la nova construcció de la carretera interior Benicarló-Peníscola ha agreujat la situació.
En els darrers decennis els camps que vorejaven la marjal han retrocedit, bé per la construcció en el cas de la franja litoral, o bé per l'abandonament del cultiu de les parcel·les. Encara es mantenen petites parcel·les per a cultivar hortalisses, envoltades completament per petites séquies denominades argires. Durant molts anys l'espai lliure de cultius s'utilitzà per a pasturar braus.

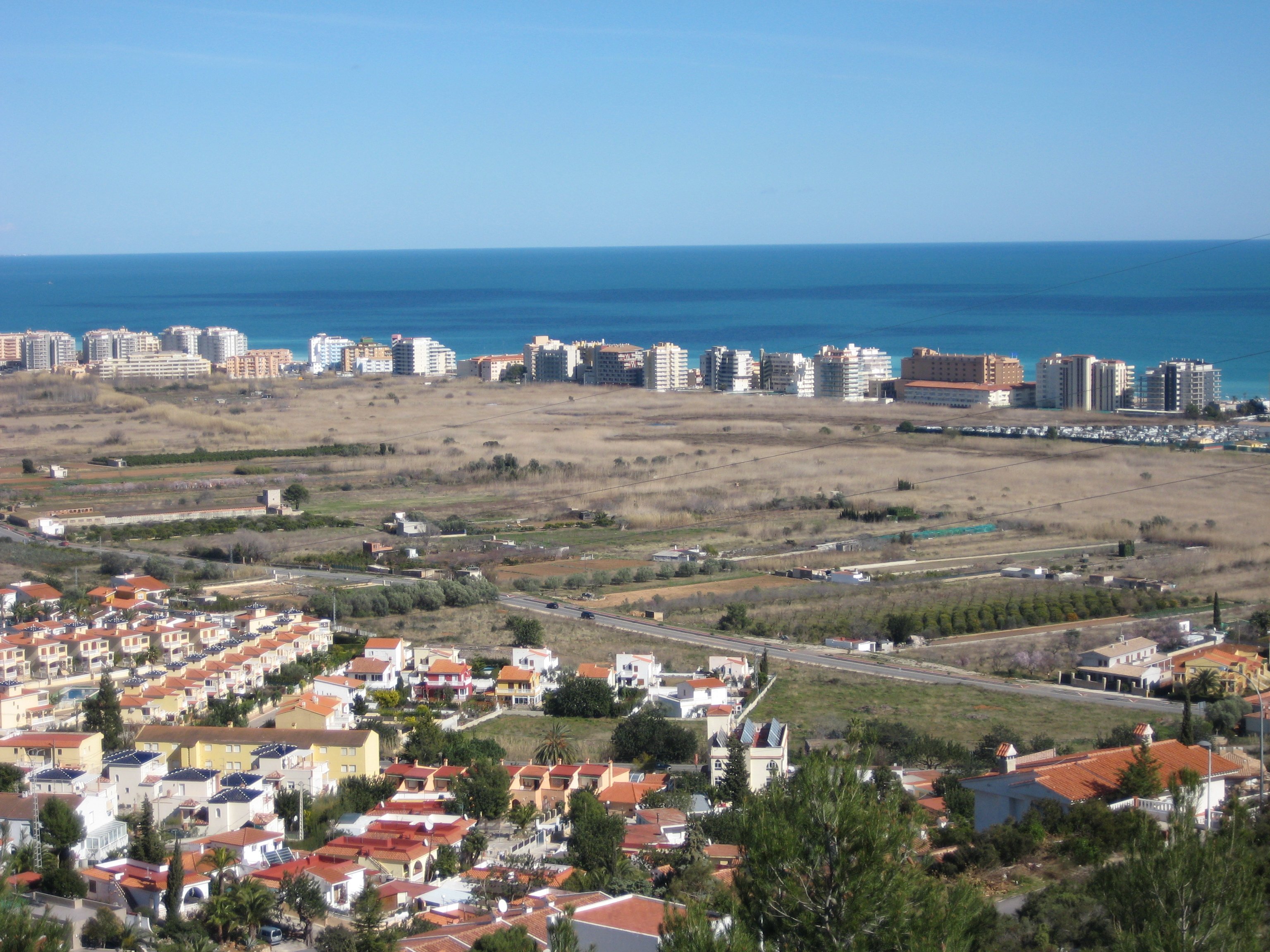
Vista del centre de la marjal

En els anys 50 s'hi cultivà arròs. Hi ha un gran nombre de canals de drenatge entre els quals destaquen la séquia Sangonera (la més propera a la mar, que s'estenia gairebé fins a la ratlla del terme amb Benicarló, la meitat del seu recorregut ha estat ensorrat i una altra part ha estat arranjada amb solera i talussos de formigó), la séquia Templera, al centre, amb el major cabal des que en 1987 es va desviar la séquia del Rei, i la séquia del Rei (la més allunyada de la mar), els quals desguassen al sud en una séquia comuna que porta l'aigua fins a l'Ullal de l'Estany, llacuna urbana en mig d'un parc, travessa la plaça de la Constitució i finalment arriba a la platja de les Viudes a través d'un canal soterrat sobre el qual hi ha un passeig per a vianants.
En 2006 la Confederació Hidrogràfica del Xúquer impulsà el projecte de regeneració ambiental i adequació a l'ús públic de la marjal, amb obres de regeneració dels ullals per recuperar-ne la làmina d'aigua, la neteja de la séquia Sangonera, el desenvolupament d'un recorregut d'interpretació ambiental amb la construcció d'un mirador al costat d'un dels ullals i la recuperació de l'assegador de la Creu.

## Hàbitats i espècies a destacar

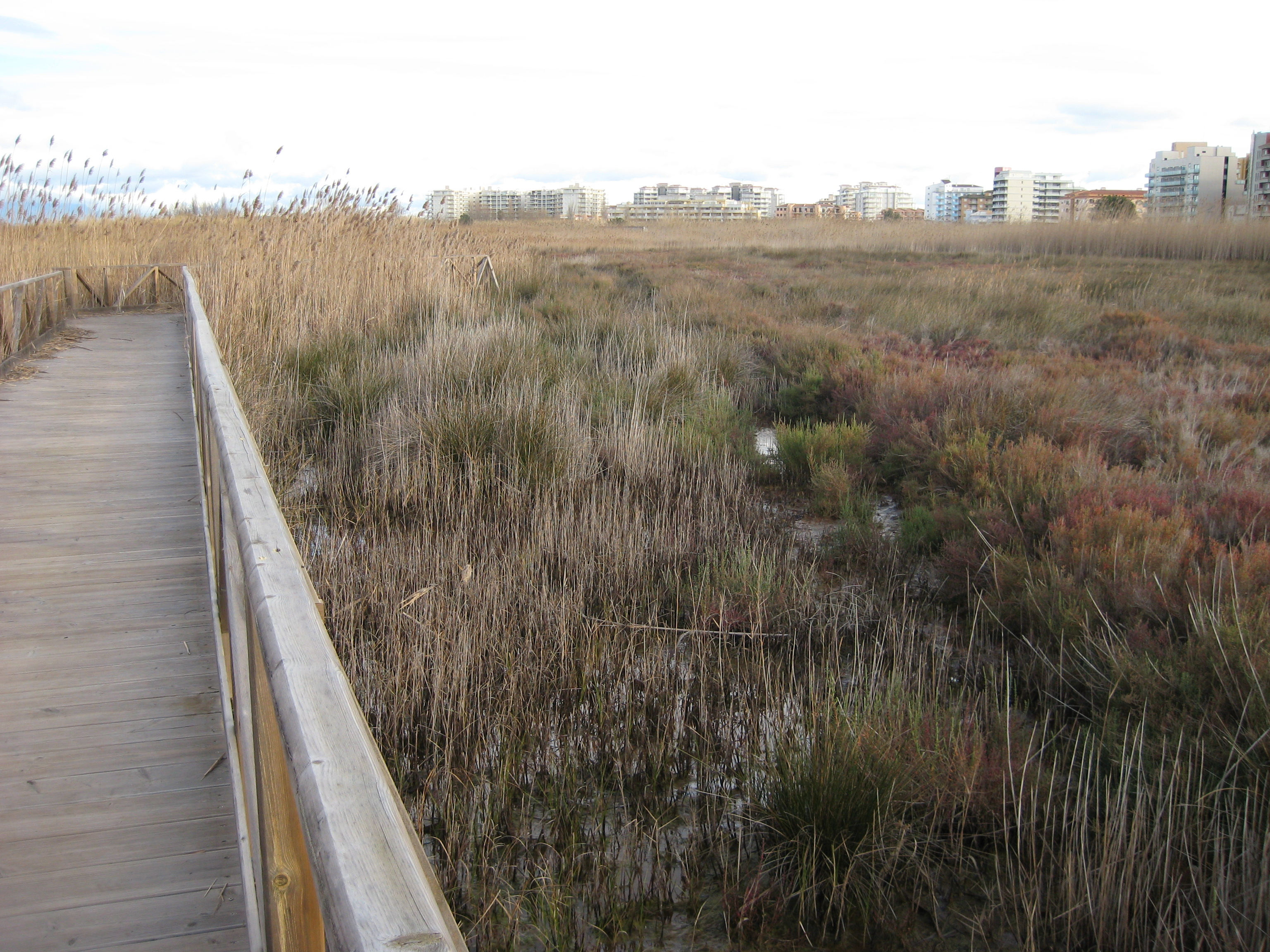
Aiguamoll

Els matollars halòfils, els prats salins mediterranis i els megaforbis higròfils són les poblacions vegetals més abundants. Quant a les espècies, destaca per la seva raresa l'ensopeguera Limonium cavallinesii, altres però, també estan presents: Phragmites australis, Juncus maritimus, Juncus subulatus, Juncus acutus, Suaeda vera, Limbarda crithmoides, Atriplex tornabenei, Salicornia ramosissima, Sarcocornia fruticosa, Baldellia ranuncoloides, Limonium narbonense, Limonium virgatum, Lemna trisulca, Ceratophillum submersum, Cladium mariscus, Berula erecta, Beta macrocarpa, Elymus elongatus, Potamogeton pectinatus, Potamogeton coloratus, Oenanthe lachenali, Iris pseudacorus, Misopates orontium sp. pusillus, Poa annua sp. exilis, Artemisia caerulescens i Aster tripolium sp. pannonicus.
De la fauna existent a la marjal el més destacat són les poblacions de samaruc (Valencia hispanica) i de fartet (Aphanius iberus), tot i que també es troben altres peixos com el punxoset (Gasterosteus aculeatus) i l'agulleta de riu (Syngnathus abaster). Des de 2004, la marjal de Peníscola ha estat inclosa dins dels Plans de Recuperació del samaruc i del fartet, per a evitar l'extinció d'aquestes dues espècies endèmiques. De tota manera, en els darrers anys, el samaruc i el fartet estan més amenaçats per la presència massiva de la Gambusia holbrooki, i el seu hàbitat es degrada per l'acció de la tortuga d'orelles vermelles o de Florida (Trachemys scripta elegans), un caragol d'origen asiàtic (Melanoides tuberculata), el cranc de riu americà (Procambarus clarkii) i la carpa (Cyprinus carpio).
Aquest mareny serveix de refugi i ofereix aliment a importants poblacions estivals, hivernants o sedentàries d'ocells, com el cabusset (Tachybaptus ruficollis), la polla d'aigua (Gallinula chloropus), l'ànec collverd (Anas platyrhynchos), el sarset (Anas crecca), l'ascle (Anas strepera), l'ànec cullerot (Anas clypeata), el martinet ros (Ardeola ralloides), el martinet menut (Ixobrychus minutus), el bernat pescaire (Ardea cinerea), l'agró roig (Ardea purpurea), la grua (Grua grua), el blauet (Alcedo atthis), l'arpellot de marjal (Circus aeruginosus), l'oca vulgar (Anser anser); i petites aus, com la xitxarra de canyar (Acrocephalus scirpaceus), el pitblau (Luscinia svecica), el rossinyol (Luscinia megarhynchos) i el teixidor (Remiz pendulinus)